# Glavni pregovarač za vođenje pregovora o pristupanju Crne Gore EU
Glavni pregovarač za vođenje pregovora o pristupanju Crne Gore EU sastavni je dio Strukture za pregovore o pristupanju Crne Gore Evropskoj uniji. Glavnog pregovarača imenuje i razrješava Vlada Crne Gore.
Od 26. decembra 2011. godine ovu funkciju vrši ambasador Aleksandar Andrija Pejović.

## Glavne dužnosti i odgovornosti
Glavni pregovarač zadužen je za neposredno vođenje pregovora po svim poglavljima pregovora - pravne tekovine Evropske unije i predstavlja Crnu Goru na međuvladinoj konferenciji na nivou glavnih pregovarača. Glavni pregovarač vrši dužnost u statusu ambasadora u Misiji Crne Gore pri Evropskoj uniji. Glavni pregovarač vrši poslove iz svoje nadležnosti u Misiji Crne Gore pri Evropskoj uniji i u Vladi. Glavni pregovarač je po položaju šef Pregovaračke grupe i rukovodi njenim radom.

## Ostale dužnosti
Pored toga što je šef Pregovaračke grupe, glavni pregovarač za vođenje pregovora o pristupanju Crne Gore Evropskoj uniji takođe je u sastavu Kolegijuma za pregovore o pristupanju Crne Gore Evropskoj uniji (zajedno sa predsjednikom i potpredsjednicima Vlade i ministrom inostranih poslova i evropskih integracija), kao i Državne delegacije, u svojstvu zamjenika njenog šefa (ministar inostranih poslova i evropskih integracija).

## Pregovaračka struktura
Pored Glavnog pregovarača, u sastavu pregovaračke strukture nalaze se i : 
- Kolegijum za pregovore o pristupanju Crne Gore Evropskoj uniji;
- Državna delegacija Crne Gore za pregovore o pristupanju Crne Gore Evropskoj uniji;
- Pregovaračka grupa za vođenje pregovora o pristupanju Crne Gore Evropskoj uniji;
- Radne grupe za pripremu pregovora o pristupanju Crne Gore Evropskoj uniji po pojedinim poglavljima pregovora - pravne tekovine Evropske unije;
- Kancelarija glavnog pregovarača za vođenje pregovora o pristupanju Crne Gore Evropskoj uniji i
- Sekretarijat Pregovaračke grupe.

## Kancelarija za podršku glavnom pregovaraču
Kancelarija za podršku glavnom pregovaraču je sastavni dio Ministarstva inostranih poslova i evropskih integracija Crne Gore koja obavlja stručne i administrativno-tehničke poslove za potrebe glavnog pregovarača sa Evropskom unijom (zbog specifičnosti poslova glavnog pregovarača, poslovi se obavljaju u Vladi i u Misiji Crne Gore pri Evropskoj uniji).
Radom Kancelarije glavnog pregovarača rukovodi šef Kancelarije, po nalogu glavnog pregovarača.

## Spoljašnje veze
- Ministarstvo inostranih poslova i evropskih integracija Crne Gore[мртва веза]
- Vlada Crne Gore
- Delegacija Evropske unije u Crnoj Gori